# Gian Luigi Gessa
Gian Luigi Gessa (Cagliari, 13 luglio 1932) è uno psichiatra e farmacologo italiano.

## Biografia
È stato docente di Neuropsicofarmacologia all'Università degli Studi di Cagliari dove ha diretto per lungo tempo il Dipartimento di neuroscienze. È stato il responsabile del gruppo italiano sullo studio delle dipendenze da droghe e da farmaci, dirigendo in materia anche gruppi di ricerca del Consiglio Nazionale delle Ricerche. Come ricercatore ha lavorato ai National Institutes of Health di Bethesda (Maryland) diretto dal Professor Bernard Beryl Brodie ed al Scripps Research Institute de La Jolla (California), prima di tornare in Italia e divenire un autorevole esperto nella ricerca neurofarmacologica.
Sotto la sua direzione il Dipartimento di Neuroscienze dell'Università di Cagliari si è classificato nel 1993, secondo la Xenobiotics, al ventitreesimo posto al mondo tra gli istituti di ricerca nel campo della Farmacologia. La Neurofarmacologia di Cagliari è stata anche riconosciuta dal Ministero dell'università e della ricerca scientifica e tecnologica quale "Centro di Eccellenza" per la ricerca sulla Neurobiologia delle Tossicodipendenze.
Gian Luigi Gessa, tra i fondatori del primo gruppo locale CICAP (Comitato italiano per il controllo delle affermazioni sul paranormale) Sardegna, è membro del comitato scientifico della "Rivista di Psichiatria" con sede all'Università degli Studi di Roma "La Sapienza". Ha ricoperto inoltre il ruolo di presidente della SIF - Società Italiana di Farmacologia.  È stato nel 1990 socio fondatore e primo presidente della SITD - Società Italiana Tossicodipendenze. È stato professore emerito di farmacologia presso l'Università di Cagliari e membro associato dell'Istituto di Neuroscienze del Consiglio Nazionale delle Ricerche.
Per la sua attività di ricerca ha ricevuto dall'Accademia Nazionale dei Lincei il Premio Camillo Golgi. Nel 2004 scende in politica a fianco a Renato Soru: con altri intellettuali sardi di spicco, quali Giulio Angioni, Francesco Pigliaru e Giovanna Cerina, si candida a consigliere regionale nella lista di Progetto Sardegna e viene eletto con 4613 preferenze.
Dal 2 giugno 2006 è Grande ufficiale dell'Ordine al merito della Repubblica italiana.
(Gian Luigi Gessa, Quaderni della SIF Società Italiana di Farmacologia pag.10 Vol.6 Ed.2006)

## Opere

### Autore
- Endorfine (1987),Pythagora Press.
- Psicofarmacologia (1990),Collana manuali di medicina, Masson.
- Dopamine and Mental Depression (1990), Paperback.
- Distimia: diagnosi e trattamento (1998), Mediserve.
- Intervista sulle neuroscienze (2003), CUEC.
- Cocaina (2008), Rubbettino.

### Editore
- Depression and Mania: From Neurobiology to Treatment (Advances in Biochemical Psychopharmacology) (1995), New York:Raven Press

### Alcuni articoli e studi
- Marked inhibition of mesolimbic dopamine release: a common feature of ethanol, morphine, cocaine and amphetamine abstinence in rats..(1992), European Journal of Pharmacology
- Mesolimbic dopaminergic decline after cannabinoid withdrawal.(1998) National Academy of Science, USA
- Self-administration of the cannabinoid receptor agonist WIN 55,212-2 in drug-naive mice. (1998) Neuroscience
- Investigation on the relationship between cannabinoid CB1 and opioid receptors in gastrointestinal motility in mice (2004) British Journal of Pharmacology
- Prenatal exposure to a cannabinoid receptor agonist does not affect sensorimotor gating in rats.(2006), European Journal of Pharmacology
- Efficacy of rimonabant and other cannabinoid CB1 receptor antagonists in reducing food intake and body weight: preclinical and clinical data.(2006), CNS Drug Review